# Seeversiella globicollis

Seeversiella globicollis (лат.) — вид коротконадкрылых жуков из подсемейства Aleocharinae. Северная Америка.

## Распространение
Канада, США, Центральная Америка (в том числе, Мексика, Гватемала, Гондурас).

## Описание
Мелкие коротконадкрылые жуки, длина тела 2,4 — 3,3 мм. Ширина переднеспинки 0,44 — 0,54 мм. Надкрылья длиннее пронотума. Основная окраска тёмно-коричневая (ноги светлее). 8-10-й членики усика поперечные. Формула члеников лапок: 4-5-5. Большинство взрослых особей этого вида были найдены в старовозрастных лиственных лесах, в том числе, из лосиного навоза и из опавших листьев, часто рядом с водой. В США и южнее встречается в горных лесах выше 2000 м. Взрослые были собраны в период с мая по июнь.
Вид впервые описал в 1907 году немецкий энтомолог Макс Бернхауэр (Max Bernhauer; 1866—1946), а его валидный статус подтверждён в 2003 году в ходе родовой ревизии проведённой Владимиром Гусаровым (СПГУ, Санкт-Петербург) и в 2016 году канадскими энтомологами Яном Климашевским (Jan Klimaszewski; Laurentian Forestry Centre, Онтарио, Канада) и Реджинальдом Вебстером (Reginald P. Webster).